# La Tessoualle
La Tessoualle là một xã thuộc tỉnh Maine-et-Loire trong vùng Pays de la Loire phía tây nước Pháp. Xã này nằm ở khu vực có độ cao trung bình 144 mét trên mực nước biển.